# Viktor Renäng
Viktor Renäng (* 24. Mai 1986) ist ein ehemaliger schwedischer Radrennfahrer.
Beim Einzelzeitfahren der Junioren bei der Straßen-Radweltmeisterschaft 2003 im kanadischen Hamilton wurde Viktor Renäng Dritter hinter Michail Ignatjew und Dmytro Grabovskyy. 2005 wurde er schwedischer Zeitfahrmeister der Eliteklasse. Beim Ringerike Grand Prix 2007 wurde Renäng einmal Etappenzweiter und einmal Dritter und belegte in der Gesamtwertung den zweiten Rang.
Viktor Renäng ist der jüngere Bruder Petter, der ebenfalls Radrennfahrer war.

## Teams
- 2005 Comnet-Senges
- 2006 Regiostrom-Senges